# 長州ファイブ
『長州ファイブ』（ちょうしゅうファイブ）は、2006年製作の日本映画。萩市・下関市の地元企業や市民の全面協力体制で創られた地方創生映画である。
長州五傑（長州ファイブ）と呼ばれ、幕末に長州藩から派遣されてヨーロッパに秘密留学した、井上聞多（井上馨）、遠藤謹助、山尾庸三、伊藤俊輔（伊藤博文）、野村弥吉（井上勝）の5人の長州藩士の渡航前後の様子を描く。
山尾庸三の日記によれば、秘密留学のため秘かに乗り込んでいた英国船が横浜港から無事出港したのは、1863年（文久3年）5月12日 (旧暦)であり、それは長州藩が「攘夷決行」の叡慮および幕命にしたがって馬関攘夷戦争を開始した2日後であった。
10月28日に山口県・北九州市にて先行公開。第40回ヒューストン国際映画祭参加。

## キャスト
- 山尾庸三：松田龍平
- 井上勝（野村弥吉）：山下徹大
- 井上馨：北村有起哉
- 伊藤博文（伊藤俊輔）：三浦アキフミ
- 遠藤謹助：前田倫良
- 高杉晋作：寺島進
- 久坂玄瑞：増沢望
- 村田蔵六（大村益次郎）：原田大二郎
- 佐久間象山：泉谷しげる
- 毛利敬親：榎木孝明
- 寺島忠三郎：田中俊
- 新納久脩：日比野やすたか
- 町田久成：綱島郷太郎
- 周布政之助：矢島健一
- 君尾：栗山かほり
- エイベル・ガウワー：イアン・ムーア
- 飯島大介、康すおん、大和田悠太、江藤大我、所博昭　ほか

## スタッフ
- 協力：萩市、萩ロケ支援隊、萩市教育委員会、下関市、下関フィルムコミッション、下関教育委員会、長崎市、ながさき観光地映像化支援センター、全日本空輸、ブリティッシュ・エアウェイズ、JTB　ほか
- 監督・脚本：五十嵐匠
- 音楽：安川午朗
- 撮影：寺沼範雄
- 照明：山川英明
- 録音：堀内戦治
- 編集：川島章正
- 監督補：桑原昌英
- 助監督：李潤午
- 音響効果：帆苅幸雄（助手：岡瀬晶彦）
- 殺陣：二家本辰己
- CG：エイムアット・エンターテインメント、トミー&カンパニー、Menfond Electronic Art & Computer Design Company
- MA：アオイスタジオ
- 現像：東京現像所
- イギリス・ルーマニアロケ制作協力：PMC
- エグゼグティブプロデューサー：水野清
- ラインプロデューサー：藤原慎二
- 製作顧問：岡本要
- 製作総指揮：前田登
- 製作幹事：前田海産、長州産業
- 製作：映画「長州ファイブ」製作委員会、グローカル・ピクチャーズ、ハイビジョン映像株式会社
- 配給：リベロ
- 上映時間：119分

## コミカライズ
ユキムラ作画で『comic B's-LOG』に連載された。

## ドラマCD
2009年にケンメディアより上下2巻で発売

### キャスト（ドラマCD）
- 山尾庸三：浪川大輔
- 野村弥吉：森田成一
- 志道聞多：関智一
- 伊藤俊輔：菅沼久義
- 遠藤謹助：石田彰
- エミリー：折笠富美子
- 町田久成：花輪英司
- ナレーション：堀内賢雄